# CIN GROUP
株式会社CIN GROUP（シーアイエヌグループ、英: CIN GROUP, Inc.）は、東京都渋谷区に本社を置く、インターネット広告事業、人材派遣事業、エンジニア育成事業を主とする企業。2012年設立。
渋谷区の本社のほかに、3つのオフィス、名古屋・大阪・福岡に各一拠点が所在している。

## 概要
大学卒業後、広告代理店勤務の社員だった篠宮康伸が2012年7月に創業。
求人広告事業を軸に、美容系サービス、Webマーケティング、エンジニア派遣部署などさまざまな事業を立ち上げ企業化を推進。
M&Aも取り入れつつ企業グループを構成する。
2012年7月、各グループ会社を統括し、さらなる業容拡大を図るべく株式会社CIN GROUPを設立。
現在はHR分野とWeb分野をシームレスに繋ぎ、あらゆる企業のニーズに応えるビジネススキームを構築。東京、名古屋、大阪、福岡の4拠点で事業を展開している。

## 沿革
- 2012年
  - 7月 - 株式会社CIN GROUP設立（資本金1950万円）
  - 11月 - 大阪支社立ち上げ。
- 2013年4月 - 事業拡大に伴いオフィス増床 渋谷区渋谷 2-12-11松下ビル
- 2014年2月 - 事業拡大に伴い、本社オフィスを渋谷区渋谷3-12-2 渋谷プレステージ5,6Fに移転。
- 2015年6月 - 事業拡大に伴い、大阪オフィスを大阪市中央区南船場4-11-20 G-TERRACE 心斎橋7Fに移転。
- 2018年4月 - 事業拡大に伴い、名古屋支社オフィスを愛知県名古屋市栄区2-2-1 名古屋広小路伏見中駒ビル5F-12号室に設立。福岡支社オフィスを福岡県福岡市博多区博多駅前4-18-19 博多フロントビル703に設立。
- 2020年9月 - リモートワークの推進の一環としてオフィスを最適化。本社を東京都渋谷区道玄坂1-19-9 第一暁ビル7Fに移転。サテライトオフィスを渋谷区神泉町10-10アシジ神泉ビル10F、ミーティングルームを渋谷区道玄坂2-10-7 新大宗ビル5号館に解説
- 2022年7月 - 事業拡大に伴い、本社機能を東京都渋谷区神宮前6-19-13 ビル3Fに移転。

## 各部署名
Human SOLUTION（人材ソリューション）
幅広い採用提案を通して、人材獲得、定着率を改善し、企業成長をサポート。
Salon SOLUTION（サロンソリューション）
集客支援から物販、物件サポートまでサロン運営の全てをコーディネート。ホットペッパービューティー代理店業務。
Web SOLUTION（ウェブソリューション）
SNSからSEO、MEO、ネット広告までWebのスペシャリストによる課題解決。WEBコンサルタント全般。
EC SOLUTION（ECソリューション）
サイト制作・運用・CS・物流までEC運営に関わる全てをワンストップでサポート。自社アパレルブランドでのECサイト運営など。
IT SOLUTION（ITソリューション）
"世の中に大きなインパクトを与えるサービス創り"を先端技術研究を通して叶える。
SDS（システム開発事業部）
エンジニア派遣業務。自社プロダクト開発事業部。